# Titularbistum Ita
Ita ist ein Titularbistum der römisch-katholischen Kirche. 
Es geht zurück auf einen antiken Bischofssitz, der sich in der römischen Provinz Mauretania Caesariensis im heutigen nördlichen Algerien befand.
| Titularbischöfe von Ita |                             |                                             |                   |                   |
| Nr.                     | Name                        | Amt                                         | von               | bis               |
| 1                       | Tadeusz Stanisław Szwagrzyk | Weihbischof in Tschenstochau (Polen)        | 3. November 1964  | 7. Dezember 1992  |
| 2                       | James Anthony Tamayo        | Weihbischof in Galveston-Houston (USA)      | 26. Januar 1993   | 3. Juli 2000      |
| 3                       | Pedro Luiz Stringhini       | Weihbischof in São Paulo (Brasilien)        | 3. Januar 2001    | 30. Dezember 2009 |
| 4                       | Gabriel Edoe Kumordji SVD   | Apostolischer Vikar von Donkorkrom (Ghana)  | 19. Januar 2010   | 16. März 2017     |
| 5                       | Jorge Eduardo Scheinig      | Weihbischof in Mercedes-Luján (Argentinien) | 18. Mai 2017      | 4. Oktober 2019   |
| 5                       | Dilmo Franco de Campos      | Weihbischof in Anápolis (Brasilien)         | 27. November 2019 | 1. August 2024    |
| 6                       | Mario Salas Becerra OdeM    | Weihbischof in Valparaíso (Chile)           | 7. September 2024 |                   |